# Ventas
Ventas – stacja metra w Madrycie, na linii 2 i 5. Znajduje się w dzielnicy Salamanca, w Madrycie i zlokalizowana jest pomiędzy stacjami Manuel Becerra, La Elipa (linia 2) oraz El Carmen i Diego de León (linia 5). Została otwarta 11 czerwca 1924.